# تومي موريسون
تومي موريسون (بالإنجليزية: Tommy Morrison)‏ مواليد 2 يناير 1969 في غرافيت، الولايات المتحدة - الوفاة 1 سبتمبر 2013 في أوماها، الولايات المتحدة، كان ملاكم أمريكي سابق صنّف ضمن فئة الوزن الثقيل. حقق بطولة منظمة الملاكمة العالمية.

## إحصائيات
خاض خلال مسيرته 52 نزالا، فاز في 48 وتعادل في 1 وخسر في 3. فاز بالضربة القاضية في 43 نزالا.

## روابط خارجية
- تومي موريسون على موقع IMDb (الإنجليزية)
- تومي موريسون على موقع ألو سيني (الفرنسية)
- تومي موريسون على موقع أول موفي (الإنجليزية)
- تومي موريسون على موقع قاعدة بيانات الأفلام السويدية (السويدية)
- تومي موريسون على موقع قاعدة بيانات الفيلم (الإنجليزية)
- تومي موريسون على موقع كينوبويسك (الروسية)
- تومي موريسون على موقع بوكس ريك (الإنجليزية) (registration required)